# 三國志系列
三国志系列是日本電玩遊戲開發商光榮公司（現光榮特庫摩遊戲）發行，以中國歷史中三國時代為背景製作的歷史戰略模擬遊戲系列。自1985年初代《三國志》在PC平台推出以來，至今已發行了14部本傳作品，是史上最長壽的電玩遊戲系列之一。《三國志系列》每一代皆會追加獨創的遊戲元素，受到華語地區、日本與韓國等地玩家的正面評價，堪稱在歷史模擬遊戲中深具影響力的系列。截至2020年，系列作品的全球累計出貨數已超過900萬份。

## 概要
本遊戲以中國歷史上東漢末期開始的三國時代為主題背景，玩家可以選擇扮演歷史上割據一方的群雄或武將，以統一中國為遊戲最終目標（系列部分作品玩家可同時操作多人，遊戲可玩範圍亦不僅限於中國地區）。在遊戲中，玩家可以操作自勢力或武將，以計略及外交等手段弱化敵對勢力，同時通過戰爭攻占敵對勢力城池。同時，玩家亦需對自勢力進行農地開發與商業投資，以整頓內政以加強自勢力的實力。在第二作前，玩家只可以選擇一部分的勢力或武將進行遊戲，而從第三作開始這個限制被解除後，玩家可以根據個人喜好自由選擇武將進行遊戲。
同時，在系列部分作品（如三國志X）中，玩家也可以使用君主以外的人物進行遊戲。同時在第二作起，新增了自創新君主/新武將的功能，這個功能在多次拓展後，到後期的作品更發展成具有大量編輯功能的武將編輯器，使玩家可以按照自己的喜好創造出更具特色的架空人物。
在第三代作品《三國志III》發行時，製作本遊戲的日本光榮公司曾經控告一家提供遊戲修改器的公司侵犯了遊戲著作權，但是最後日本法院判決光榮公司敗訴。至此之後由第四作開始，在遊戲原版推出後，光榮公司都會推出稱為「威力加強版」的遊戲升级版，並附帶有遊戲數據修改器。

## 历史
| 1985 | 三国志                 |
| 1986 |                        |
| 1987 |                        |
| 1988 |                        |
| 1989 | 三国志II               |
| 1990 |                        |
| 1991 |                        |
| 1992 | 三国志III              |
| 1993 |                        |
| 1994 | 三国志IV               |
| 1995 | 三国志V                |
| 1996 |                        |
| 1997 |                        |
| 1998 | 三国志VI               |
| 1999 |                        |
| 2000 | 三国志VII              |
| 2001 | 三国志VIII             |
| 2002 |                        |
| 2003 | 三国志IX               |
| 2004 | 三国志X                |
| 2005 |                        |
| 2006 | 三国志11               |
| 2007 |                        |
| 2008 |                        |
| 2009 |                        |
| 2010 |                        |
| 2011 |                        |
| 2012 | 三国志12               |
| 2013 |                        |
| 2014 |                        |
| 2015 |                        |
| 2016 | 三國志13               |
| 2017 |                        |
| 2018 |                        |
| 2019 |                        |
| 2020 | 三國志14               |
| 2021 |                        |
| 2022 |                        |
| 2023 |                        |
| 2024 | 三國志8 REMAKE（重製） |

### 初期
1980年代初期光榮開始投入電玩遊戲產業，先後在PC平台上發行了以日本戰國時代為背景的《川中島合戰》（1981年）與《信長之野望》（1983年），在幾部遊戲取得商業成功後，令光榮有志在其他時代背景下製作同類型的歷史模擬遊戲，而新作的舞台則選定在日本當地已有一定知名度的三國時代，以此為基礎製作的即為1985年推出的《三國志系列》初代作品。
1985年12月10日初代《三國志》在PC平台上市，在市場上得到玩家的好評，拿下1988年頒發的日本LOGiN雜誌BHS大賞（讀者票選年度最佳軟體）第一名。1988年光榮將初代移植至當時在日本遊戲界佔主流市場的紅白機平台，為系列首次於家用遊戲機上登場，在主机市埸中進一步擴大了受眾。
1989年12月《三國志II》問世，1992年在PC平台發行了2代的中文版，是系列首度製作華語版本。
1992年，《三國志III》發售，這是整個三國志系列代表作之一，比之前兩代有天壤之別，這一代奠定三國志系列遊戲其特有的內政和戰爭兩套系統的特色，逐漸走向成熟。在3代推出不久，1994年光榮公司迅速推出了《三國志IV》。該作品在很多方面有所創新，引入投石器、連弩等工具。到了1995年，光榮又推出了《三國志V》，這成為DOS平台下三國志遊戲的巔峰之作，該款遊戲無論畫面還是可玩性都達到了當時的最高水平，由此一舉佔領了當時回合制策略遊戲的主要市場。

### 光荣的新尝试
自《三國志V》以后，光荣面临两大难题：一是关于当时新出品的Windows操作系统的编程，另一个则是关于游戏本身的可玩性遭到质疑。
1998年發行的《三國志VI》正是光荣面对这两个问题所作的回应。从介面上可以看出，光荣编程人员对Windows系统的了解：不仅BUG很少，并且在Windows集成菜单中增加了许多原本在游戏中就存在的菜单选项，虽然这个措施有画蛇添足的嫌疑，但光荣却把它保留下来，延续到三國志的三个外傳（三國志英傑傳、三國志孔明傳與三國志曹操傳）中。另外，《三國志VI》开始引入大量史实与虚构剧情，摆脱了以往游戏中的三国人物描写苍白的现象，注入全新的活力。本作也是首次增加小說三國演義沒有記載的人物，如陳到、賀齊等人。
2000年，《三國志VII》正式发售，光荣在制作该游戏时，引入了另一系列游戏《太閤立志传》的人物培养功能，着重以“人”的视角进行游戏，并且在画质、音乐上也有了飞跃，於翌年發行《三國志VIII》也延续了这一发展途径，成为三國志系列中两款有别于其他系列的亮点。但这种改进似乎引起了两极分化：一部分太閤立志传的玩家注意到《三国志VII》、《VIII》的出现，成为三國志系列的新玩家群体；但这也导致传统派玩家的不满，他们认为三國志系列应该把重心放在战争与外交策略上，而不是人物的培养。鉴于这种局面，光荣最终回归了传统视角，以战争为主要功用，将人物养成大幅度删减，这体现在2003年發行的《三國志IX》中；《三國志IX》是系列的架構革新之作，首度運作於寫實山川形勢大地圖，並首度採用半即時制(各勢力內政與軍令回合同步處理，再讓時間運行以觀各軍勢運作結果)，在戰略遊戲的擬真度上為歷代最佳，頗受好評。
與此同時，由於電腦立體顯示卡和電視遊戲機的三維畫面大大改進，光榮公司也於1997年起推出了一款以三國為題材的動作遊戲 - 《三国无双》及其後繼的《真·三国无双系列》，也是《无双系列》的始祖作品。該系列以三維及格鬥模式推出，宣称讓玩家一嘗以一敵百，百萬軍中突圍的暢快感，嶄新的遊戲方式大受遊戲玩家歡迎，成為了該公司另一招牌遊戲系列。
到了與2004年的系列的第10作《三国志X》，遊戲的運作方式又变回為人物养成类游戏。同時引入了文官的「辯論」戰鬥模式。
2006年發售的《三國志11》與《三國志IX》類似，整個中國以一幅地圖表示。另外在製圖中亦大幅強化，使用水墨畫立體構圖的方式展現中國疆域的山河壯麗，是三國志系列中畫面突破最大的一款。該作品也借鑒了光榮另一系列作品《信長之野望·天下創世》和《信長之野望·革新》的某些要素。這亦是三國志系列首次走出二維介面，於地圖、場境、舌戰和單挑情節中首次用到三維構圖。而且部分人物模組造型是從三國無雙中的造型為藍本，再「正常化」（如周泰的三維模型中的面部就是來自《真三國無雙4》）而成的；惟運作機制從《三國志IX》的半即時制轉回傳統回合制，令不少玩家覺得有擬真度降低的遺憾。
在《三國志11》推出6年後發行的《三國志12》，系統上與前一代不同。首先将主地图由上一代的3D画面重新变为2D画面，捨棄了大地圖系統，改採切換畫面。另外戰鬥也是分隔畫面，不採大地圖戰鬥形式（10代為兼具大小地圖、11代為僅大地圖）。此外，12代比較特別是增加了「秘策」，並且增加了部分武將的特殊技能，如呂布的「人中呂布」、曹操的「魏武之強」及關羽的「千里行」等。在人物造型上，修改較為細膩，但是基本造型已經確定，與《三國志11》相似，沒有太大改變。整體來說，《三國志12》介面上比較接近信長之野望系列中的《天下創世》，與《三國志11》不同。此外，本作不能進行軍糧交易，是系列中少見的。前作因对学者引用建立成家的公孙述与袁术对比产生误读而误设袁术的默认国号为“成”，自《三国志12》起修正为“仲”。
《三國志13》於2016年發行，本作採用武將扮演的遊戲方式；儘管部份玩家覺得七、八、十代與此代的「立志傳」式玩法並不理想(彌補之道是選擇君主人物來投入遊戲)，但此作回歸了經典的《三國志IX》半即時制，且參酌了同期《信長之野望》近作，奠下能於全地圖越境總動員的三國系列創舉(如關羽一攻襄樊便真的會牽動全局)，讓戰略模式較各代更為寫實，獲得許多玩家的肯定。此作也成為日後2019年由光榮監修、授權中國阿里巴巴(暨台港澳星馬的青鳥互娛)推出之《三國志戰略版》手機遊戲的核心架構(其他基礎則揉合仿效微軟《世紀帝國》架構的《率土之濱》)；《三國志戰略版》榮登2020全球下載數第五多的手機遊戲。
《三國志14》於2020年發行，回歸君主制，主要融合9代和11代的基礎，兼採13代部份機制的玩法。

## 外傳——英杰传系列
光荣在推出正统的三国志系列以外，前後还发行三款與三國有关的SLG游戏——《三国志英杰传》《三国志孔明传》《三国志曹操传》。其中，《三国志英杰传》以劉備為主要路線進行遊戲。这三款游戏主要著重角色扮演（RPG）与传统战棋玩法（SLG）的结合，以剧情與战鬥為中心。

## 歷代系列城市及人物數量
1. 三国志: 58座，255名
2. 三國志II: 41座，352名
3. 三國志III: 46座，531名
4. 三國志IV: 43座，454名
5. 三國志V: 47座，500名
6. 三國志VI: 51座，520名
7. 三國志VII: 54座，可選擇520名，加強版538名
8. 三國志VIII: 50座，可選擇551名，加強版616名，REMAKE1000名
9. 三國志IX: 45座，650名
10. 三國志X: 50座，650名
11. 三國志11: 42座，670名
12. 三國志12: 40座，474名，加強版708名
13. 三國志13: 60座，700名，加強版800名
14. 三國志14: 46座，1000名，DLC127名

## 影響
光榮的三國志系列在台灣往往取代了正規教育裡的背誦負擔，塑造許多台灣人心目中的三國觀。

## 備註
1. ↑   (PDF).   [2024-06-07]. （原始内容存档 (PDF)于2024-08-31）.
2. ↑  巴哈姆特. . 巴哈姆特電玩資訊站.   [2020-01-16]. （原始内容存档于2021-06-16）.
3. ↑  .   [2020-01-04]. （原始内容存档于2020-01-04）.
4. ↑  .   [2020-01-16]. （原始内容存档于2020-01-18）.
5. ↑  .   [2015-05-19]. （原始内容存档于2015-05-20）.
6. ↑  蔡亦竹. . 聯合報轉角國際.   [2023-07-07]. （原始内容存档于2023-07-11）.

## 外部連結
- 日本 GAMECITY 三國志14 官方網站（页面存档备份，存于）（日語）
- 臺灣 GAMECITY 三國志14 官方網站（页面存档备份，存于）（繁體中文）